# Iglesia de San Demetrio (Veliko Tarnovo)
La iglesia de San Demetrio de Tesalónica (en búlgaro: църква "Св. Димитър Солунски", tsarkva "Sv. Dimitar Solunski") es un templo medieval ortodoxo situado en el barrio de Asenova en la ciudad búlgara de Veliko Tarnovo.
La iglesia se encuentra al pie del noreste de Trapezitsa y la colina Tsarevets, en la margen derecha del río Yantra, fuera de las fortificaciones medievales de la ciudad. Arquitectónicamente, tiene un ábside pentaédrico y un diseño en forma de cruz abombada con un nártex y un espacio plano en el ábside. Fue parte de un gran monasterio estando unido en su parte sureste. El exterior de la iglesia está decorada con arcos ciegos y adornos de colores: rosetas de cristal, soles, rombos y otras figuras pintadas. La iglesia fue construida de piedra alternadas con tres hileras de ladrillos. Se trata de 15,75 por 8,40 metros de tamaño.
El templo fue destruido en la segunda mitad del siglo XIII, probablemente debido a un terremoto, pero fue reconstruido en los años 1350. Un templo de un solo ábside fue construido utilizando materiales de los restos de la iglesia destruida en el año 1360 existiendo hasta el siglo XVII. El patio del monasterio se convirtió en una necrópolis predominantemente cristiana durante la dominación otomana de Bulgaria. Durante el Renacimiento Nacional de Bulgaria, la iglesia se asoció con el gremio de los peleteros.
A finales del siglo XVIII y principios del siglo XIX la iglesia fue saqueada por ladrones. En la segunda mitad del siglo XIX se encontraba en muy malas condiciones, que fue observado por investigadores búlgaros y extranjeros, entre ellos Félix Philipp Kanitz. Un terremoto en 1913 la destruyó completamente, dejando únicamente el ábside y fragmentos de los frescos originales.
La iglesia de San Demetrio de Salónica fue reconstruida a partir de 1977-1985 sobre la base de los restos arquitectónicos existentes siendo el mejor ejemplo preservado entre las iglesias búlgaras de ese periodo. el proyecto de restauración fue dirigido por Teofil Teofilov. De la iglesia original, se han conservado dos capas de frescos: Una capa realizada en el siglo XIV y otra posterior.

## Galería

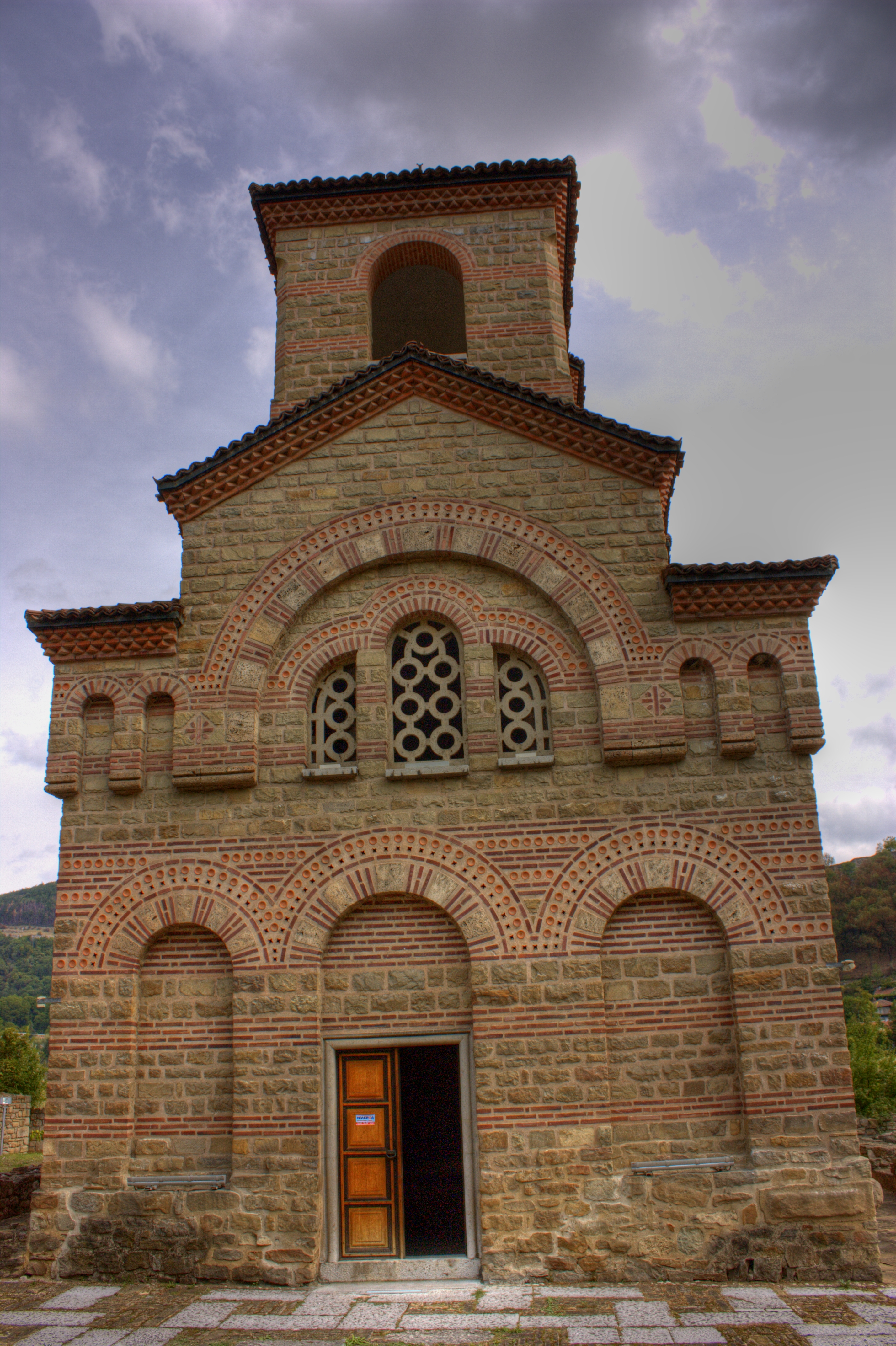
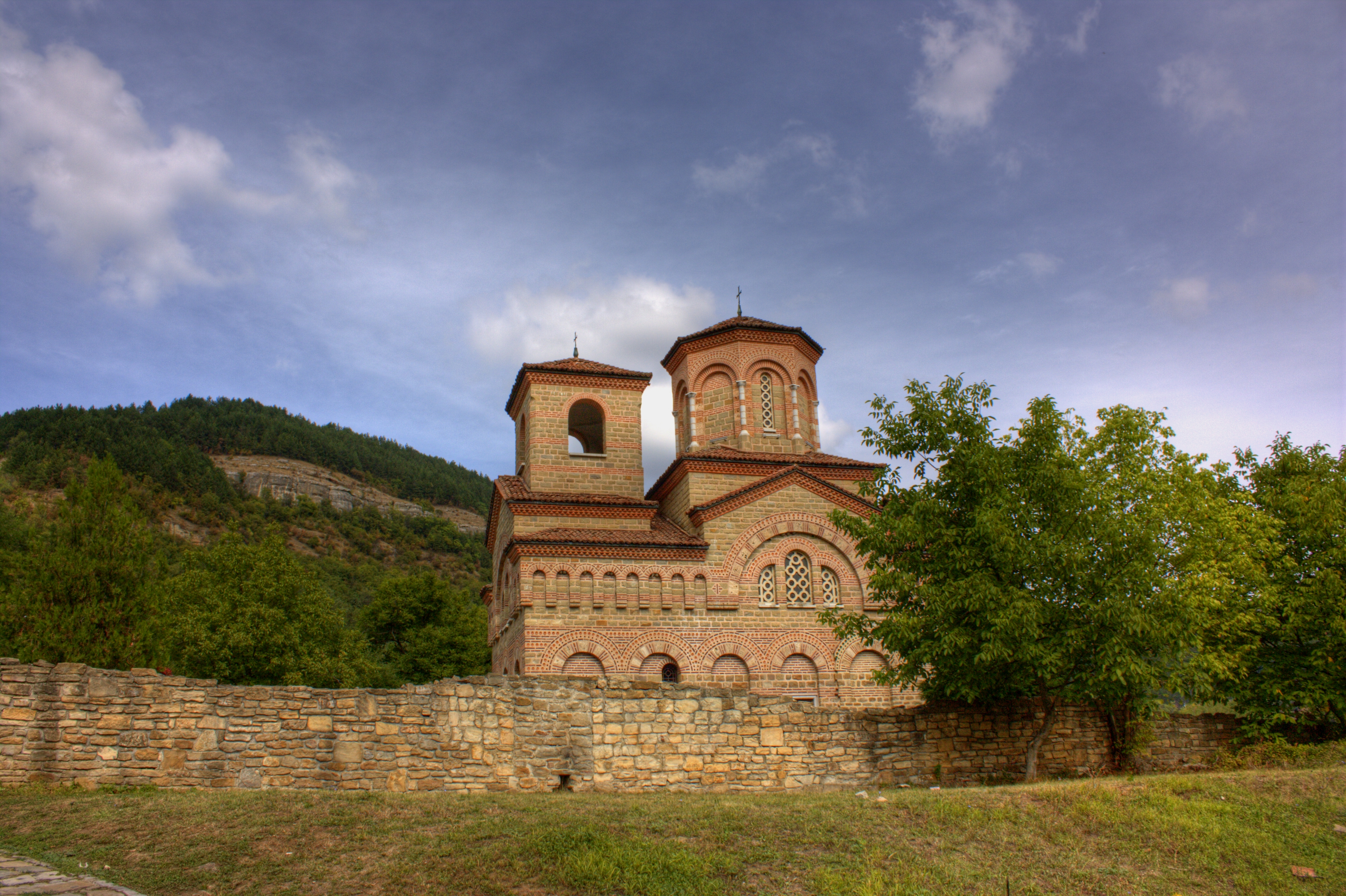
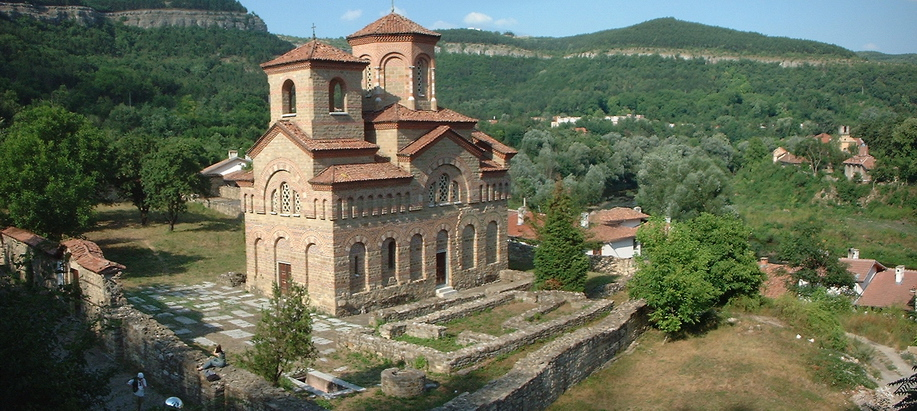
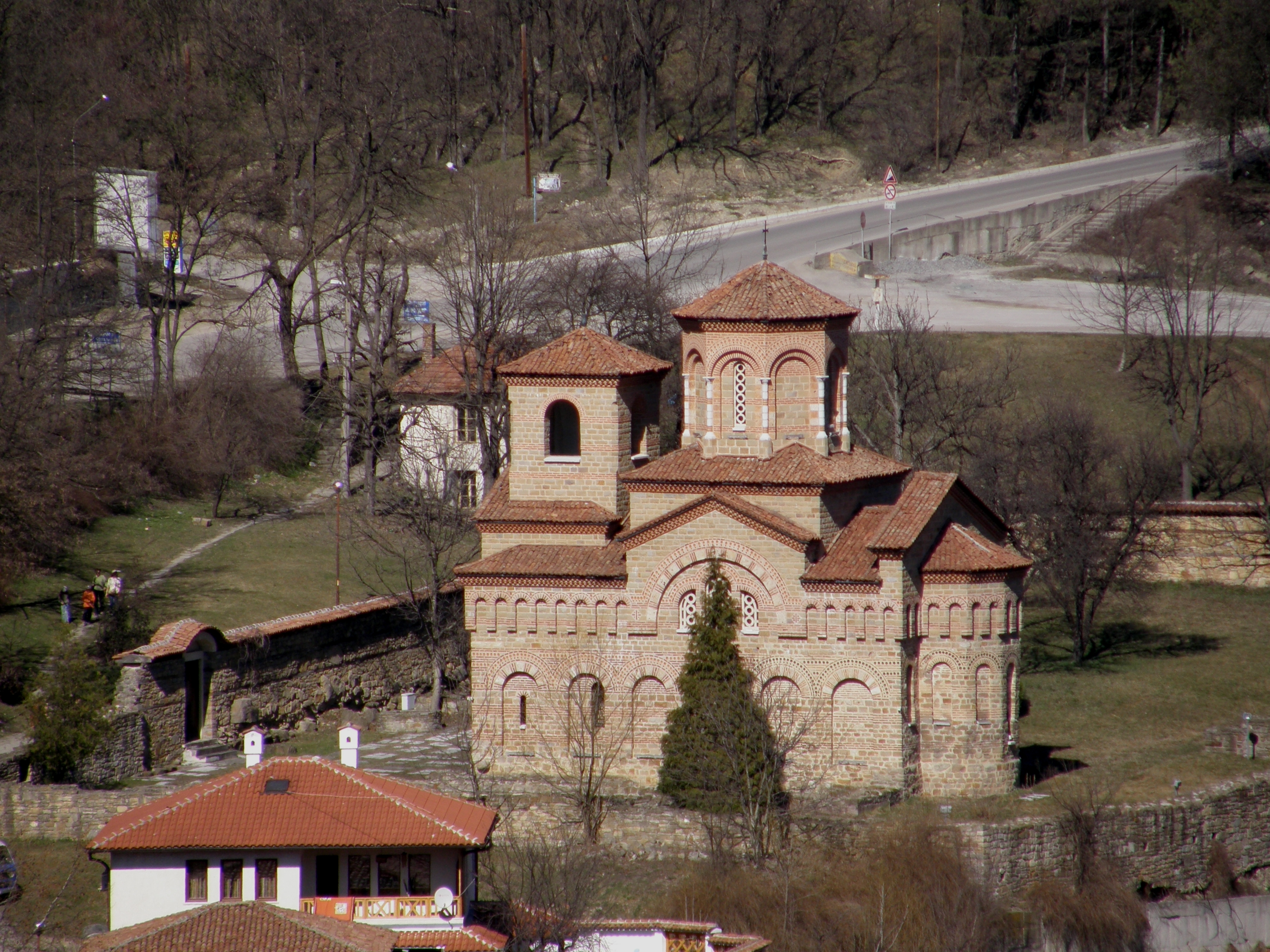